# 파블로 카살스
파블로 카잘스(스페인어: Pablo Casals, 1876년 12월 29일 ~ 1973년 10월 22일)는 스페인 카탈루냐 지방에서 출생한 첼로 연주자이자 지휘자이다. 카탈루냐어 본명은 빠우 꺼절스 이 데필료(카탈루냐어: Pau Casals i Defilló)이다.
프랑스에 주로 거주한 그는 "현대 첼로 연주의 아버지"로 불린다.
소년 시절 요한 제바스티안 바흐의 무반주 첼로 모음곡을 헌책방에서 발견하고 초연한 바 있다.

## 개요
현대의 첼로 연주법을 확립한 역사적인 명가(名家)이며 바흐의 무반주 첼로모음곡의 진가를 처음으로 세상사람에게 알려준 공적은 매우 크다. 첼로의 신(神)이라고도 불리며, 현대의 첼리스트이면 누구나 직접·간접으로 그의 영향을 받았다. 에스파냐 카탈로니아 지방에서 태어나, 호세 가르시아에게 사사하였으며, 1919년에는 바르셀로나 관현악단을 창립하여 지휘자로서도 활약하였다. 티보, 코르토와 함께 카살스 3중주단을 결성한 것은 유명하다. 1936년 에스파냐내란으로 수립된 프랑코 정권을 피하여 조국을 떠나, 1950년부터 남프랑스의 프라도에서 살면서 매년 카살스 음악제를 열었다. 그리고 말년에는 중남미의 푸에르토리코에서 살며 카살스 음악제·카살스 첼로 콩쿠르를 열었으며, 본의 베토벤의 집이나 국제연합과 같은 특정한 연주회와 마르보로 등 소수의 음악제에 한해서만 출연했다. 작곡도 하였으며, 만년의 작품으로 오라토리오가 있다.

## 대표적인 음반
- 요한 제바스티안 바흐, 무반주 첼로 모음곡, 1936년-1939년, 엔젤/EMI

## 같이 보기
- 스즈키 신이치(일본어판)(en:Shinichi Suzuki (violinist))
- 마크 오코너(영어판)